# Haldenwang (Günzburg)
Haldenwang è un comune tedesco di 1 828 abitanti, situato nel land della Baviera.